# Дом Полтавского гражданского губернатора
Дом Полтавского гражданского губернатора — памятник истории и архитектуры Украины в Полтаве, расположенный в северо-восточном секторе Круглой площади по улице Соборности. Двоорец был построен в 1806—1811 годах киевским архитектором А. Д. Захаров.

## История здания

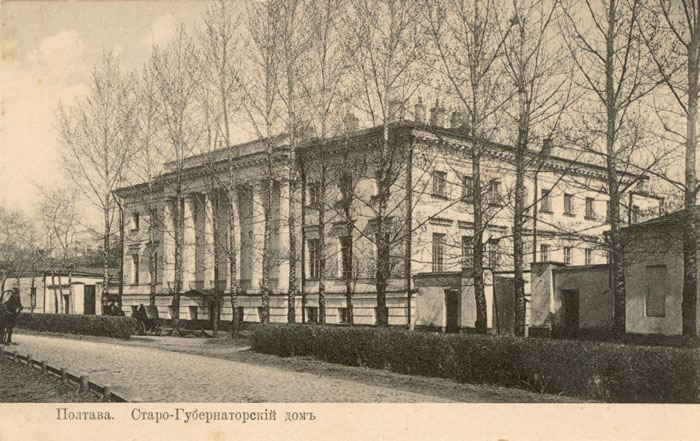
Дом в начале 20 века

Дом сооружён в 1808—1811 годах в стиле классицизма, архитектор Адриан Захаров. Повреждён в 1820 году в результате пожара, впоследствии отстроен. Главный фасад центрального корпуса акцентировано ризалитом с пристенным шестиколонным портиком тосканского ордера, опирающаяся на цокольный этаж. Портик увенчан невысоким горизонтальным аттиком. Интерьеры отличались богатым лепным декором. А позже здесь размещалась Всеукраинская школа лётчиков — учебное заведение Осоавиахима по подготовке пилотов для гражданской и военной авиации, которое действовало в Полтаве в 1930-х годах.
Во время Великой Отечественной войны здание сильно пострадало от пожара и была восстановлено только в 1956 году по проекту архитекторов И. Шмульсона и В. Явникова.
В настоящее время в доме расположено Управление по борьбе с организованной преступностью УМВД Украины в Полтавской области.